# Bloody Roar (jeu vidéo)
Bloody Roar est un jeu vidéo de combat développé par Raizing sur borne d'arcade, puis adapté par Hudson Soft sur PlayStation en 1997. C'est le premier de la série Bloody Roar.
Ce jeu de combat a la particularité d'offrir à chaque combattant le pouvoir de se transformer en un animal (tigre, loup, lapin...). Ces combattants sont appelés les zoanthropes.

## Système de jeu
La garde légère est automatique (il suffit de ne pas bouger) et la garde renforcée s'active avec la touche directionnelle arrière (à la manière de street fighter) et est nécessaire pour se protéger d'attaques plus puissantes.
Il existe une touche pour les coups de poing, une touche pour les coups de pied, un touche pour les prises et une dernière, la touche rond sur playstation, liée aux attaques animales. Cette dernière a la particularité de transformer le personnage en son alter égo bestial si celui-ci est dans sa forme humaine et de débloquer ensuite de nouvelles attaques propres à ses nouveaux atouts (le plus souvent des coups de griffe). Transformé, le personnage gagne en poids (il est projeté moins haut quand il prend des coups), une petite portion de sa barre de vie est susceptible de remonter doucement, sa puissance d'attaque est augmentée et il a accès à de nouveaux combos via la touche rond. Il saute aussi plus haut et est capable de rebondir sur les murs. La transformation n'est accessible que si la jauge de bestialité franchit un certain seuil. La jauge augmente lorsque l'on prend ou donne des coups lorsqu'on est à l'état humain et diminue lorsqu'on prend des coups à l'état animal. Le personnage retourne à l'état humain quand sa barre de bestialité atteint 0.

## Personnages
- Yugo le loup.
- Alice le lapin.
- Gado le lion.
- Long le tigre.
- Shenlong le tigre. (Frère jumeau maléfique de Long, Boss de Bloody Roar 2 sur Playstation 1).
- Mitsuko le sanglier.
- Bakuryu la taupe.
- Greg le gorille.
- Hans (Fox) Le renard (bien qu'il ait une allure et une voix de fille, c'est bel et bien un homme).
- Uranus la chimère (Boss du jeu jouable dans la version Primal Fury (GameCube) et déblocable sur Bloody Roar 3 sur Playstation 2) .

## Postérité
En 2018, la rédaction du site Den of Geek mentionne le jeu en 40e position d'un top 60 des jeux PlayStation sous-estimés : « Bloody Roar est certes supplanté par d'autres jeux tels que Tekken et Soulcalibur, mais ses transformations en animaux et ses coups spéciaux en font un jeu de baston extrêmement satisfaisant et amusant. »